# جوزيف جيبسون هويت
جوزيف جيبسون هويت (بالإنجليزية: Joseph Gibson Hoyt)‏ هو أكاديمي أمريكي، ولد في 19 يناير 1815، وتوفي في 26 نوفمبر 1862.